# Сейюм Месфін
Сейюм Месфін (25 січня 1949, Адіграт, Тиграй, Ефіопія — 13 січня 2021) — ефіопський політик, міністр закордонних справ Ефіопії.

## Життєпис
Народився 25 січня 1949 року в Адіграті, регіон Тиграй, Ефіопія. Закінчивши школу в Політехнічному інституті Бахр-Дар, Месфін закінчив чотирирічний курс на науковому факультеті Університету Аддис-Абеби.
Пізніше він приєднався до Народного фронту визволення Тиграй, заснованого в 1975 році, і став одним із лідерів у своєму виконавчому органі. Пізніше він також став головою закордонного комітету Революційно-демократичного фронту ефіопських народів (ЕПРДФ) і був членом виконавчих рад TPLF та EPRDF.
Після падіння режиму Менгісту Хайле Маріам в травні 1991 року за підтримки Еритрейського народного визвольного фронту (ЕПЛФ) в Еритреї, що тоді належав до Ефіопії, він став міністром закордонних справ в уряді Мелеса Зенаві і обіймав цю посаду до 2010 року.
28 грудня 2004 року він виступив з промовою Генеральної Асамблеї ООН у Нью-Йорку про регіональну політику, зокрема стосунки Ефіопії з Еритреєю та Сомалі. На посаді державного секретаря він також працював партнером США для боротьби з тероризмом на Африканському Розі, а пізніше підтримав вторгнення ефіопських військ у Сомалі 24 грудня 2006 року.